# Mazda Carol
Mazda Carol je malý automobil s motorem o objemu 0,66 litru. Byl prvním čtyřmístným osobním automobilem značky Mazda. Vyrábí se od roku 1962.

## P360 Carol
Po Mazdě R360 se začala vyrábět Mazda P360 Carol. Byl to čtyřválec OHV, objem byl 358 cm³. Vyráběla se od roku 1962 do roku 1962.

## P600 Carol
Mazda P600 Carol měla motor stále čtyřválec s rozvodem OHV, objem byl 586 cm². V Japonsku se jmenovala Mazda Carol a jinde Mazda 600, Mazda P600 nebo Mazda N600. Výroba skončila v roce 1972.

## Chantez
Mazda Chantez (nebo Chante) se vyráběla mezi lety 1972 a 1977. Objem byl 359 cm³.

## Autozam Carol
Mazda Autozam Carol se vyrábí v pěti generacích (1989, 1990, 1996, 1999, 2001, 2004). Výroba začala 1989 a vyrábí se dodnes.